# 松尾寛三
松尾 寛三（まつお かんぞう、1859年10月8日（安政6年9月13日）- 1922年（大正11年）6月15日）は、明治から大正期の実業家、政治家。衆議院議員。

## 経歴
肥前国松浦郡、のちの佐賀県西松浦郡大山村（西有田村、西有田町を経て現有田町）で、松尾藤九郎の長男として生まれる。和漢学を修めた。1887年（明治20年）4月、家督を相続した。
相続した多額の資材を元に各種企業の重役に就任。留萌炭鉱専務取締役、小樽漁港取締役、帝国瓦斯電燈取締役、松尾工場取締役、南洋製糖取締役、日本勧業銀行監査役、東洋捕鯨監査役、浦賀船渠監査役、東京醤油監査役、亜鉛工業監査役、深川造船所監査役、佐賀紡績監査役、日本銑鉄監査役、東洋油脂監査役、深川製磁監査役、天草電灯社長などを務めた。
1894年（明治27年）9月、第4回衆議院議員総選挙で佐賀県第2区から立憲革新党所属で初当選し、1898年（明治31年）3月の第5回総選挙（佐賀県第2区、自由党）でも再選され、衆議院議員に連続2期在任した。